# Lucas González (militar)
Gral. Lucas González fue un militar mexicano que participó en la Revolución mexicana. Nació en Coahuila. Fue general de brigada con antigüedad de 11 de febrero de 1924. Fue Inspector general de Policía de la Ciudad de México durante la administración de Emilio Portes Gil. Comandante de la 16a. Zona Militar y otras muchas comisiones. 